# Aníbal Barrios Pintos
Aníbal Barrios Pintos (Minas, 8 de noviembre de 1918-1 de junio de 2011) fue un historiador uruguayo.

## Biografía
Nació en Velázquez en el departamento de Lavalleja en Uruguay en el año 1918. Escribió investigaciones sobre el interior del Uruguay. Posteriormente se especializó en la historia de los barrios de Montevideo. Colaboró con el suplemento dominical del diario El Día, publicando unos 350 artículos entre 1964 y 1985. Es autor de 43 obras de investigación histórica.
Fue académico de número de la Academia Nacional de Letras de Uruguay y miembro del Instituto Histórico y Geográfico del Uruguay.

## Obras
- De las vaquerías al alambrado (1967)
- Historia de los pueblos Orientales (Ediciones de la Banda Oriental, Montevideo, 1971. Reedición completa en tres tomos, Ediciones de la Banda Oriental - Cruz del Sur, Montevideo, 2008.)
- Historia de la ganadería en el Uruguay, 1574-1971 (1973)
- Lavalleja - La Patria Independiente (1976)
- Los libertadores de 1825, Montevideo (1976)
- La Villa de La Purificación y el Cuartel General del Hervidero. Intendencia Municipal de Paysandú. (1977).[2]
- Canelones, su proyección en la historia nacional (Intendencia Municipal de Canelones, 1981)
- Orientales en la emancipación americana (en coautoría con Washington Reyes Abadie, 1981)
- Artigas - De los aborígenes al tiempo presente (Montevideo, Ministerio de Educación y Cultura, 1989)
- Los barrios de Montevideo (varios tomos, en coautoría con Washington Reyes Abadie, Intendencia Municipal de Montevideo, 1990)
- Los aborígenes del Uruguay - Del hombre primitivo a los últimos charrúas (1991)
- El silencio y la voz - Historia de la chuca en el Uruguay (Montevideo, 2001)